# Stazione di Faè-Fortogna
La stazione di Faè-Fortogna è una fermata ferroviaria (e prima ancora una stazione) senza traffico della linea Calalzo-Padova. Era utilizzata dagli abitanti delle medesime frazioni del comune di Longarone e posta più o meno al centro tra i due paesi. Un tempo questa stazione era caratterizzata da una certa importanza, sia per la presenza del raccordo diretto verso Cadola e Venezia che evitava il regresso a Ponte nelle Alpi, sia per la presenza nei pressi dell'impianto di una fabbrica (ex Società Anonima Faesite) che produceva un prodotto simile alla Masonite e chiamato appunto Faesite.

## Strutture e impianti
Dotata inizialmente del solo binario di raddoppio e di un binario tronco a servizio del piano caricatore lato fabbricato viaggiatori (questo impianto non ebbe mai un magazzino merci) successivamente fu addizionata di un ulteriore binario passante (binario 3) e di un altro binario tronco; attualmente è rimasto in servizio il solo binario di corsa (ex binario 2). Lo scalo merci di questa stazione ha sempre avuto un cospicuo movimento di merci (sfridi del legno, legno, pannelli di legno lavorato, carbone per il funzionamento della fabbrica "ex Faesite" e vetro). La stazione di Faé venne disabilitata una prima volta al traffico merci a carro tranne che per i trasporti (da e per) la "ex Faesite" a far data dal 1º gennaio 1983. La soppressione totale del traffico merci avvenne dal 1º gennaio 1988 (termine ultimo di accettazione di ricevimento e spedizione merci a carro completo). Nel 1992 venne soppresso l'esercizio con Dirigente unico e nel 1993 (con l'attivazione del CTC) la stazione fu trasformata in semplice fermata. Il 10 maggio 1995 tutti i binari a servizio dello scalo risultavano già rimossi o isolati dal resto del piazzale.

## Movimento
Con l'entrata in vigore dell'orario cadenzato nel 2013 la stazione risulta senza traffico, non essendo più servita da alcun treno.